# Vénuste Niyongabo
Vénuste Nyangabo (Vugizo, provincie Makamba, 9 december 1973) is een voormalige middellange- en langeafstandsloper uit Burundi. Hij werd op de Olympische Spelen van 1996 in Atlanta de eerste olympische medaillewinnaar van zijn land, toen hij goud won op de 5000 m. 

## Carrière

### Eerste successen
Niyongabo, een Tutsi, liet voor het eerst van zich horen op de wereldkampioenschappen voor junioren van 1992 in Seoel, waar hij zilver won op de 1500 m. Hij bereikte snel de wereldtop. Op de Bislett Games van 1994 won hij de "Dream Mile" in 3.48,94 en op die van 1995 won hij de 1500 m in 3.30,78. Op de wereldkampioenschappen van 1995 in Göteborg werd hij op deze afstand derde achter Noureddine Morceli en Hicham El Guerrouj. 

### Verrassende olympische kampioen
Bij de Olympische Spelen van 1996 gold Vénuste Nyangabo als een kanshebber op de 1500 m, die weliswaar gedomineerd werd door Morceli en El Guerrouj. Maar hij stond zijn startplaats af aan zijn oudere landgenoot Dieudonné Kwizera en startte zelf op de 5000 m. Door de wissel mocht Kwizera alsnog deelnemen aan de Olympische Spelen; op de vorige Spelen kon dat niet, omdat het Burundisch Olympisch Comité, opgericht in 1990, pas in 1993 erkend werd. Op die manier ontliep Niyongabo ook de concurrentie van Morceli en El Guerrouj.
Niyongabo had nog maar een paar 5000-meterwedstrijden gelopen, maar toch won hij op 3 augustus 1996 verrassend de finale. Zijn overwinning kende een enorme weerklank in zijn thuisland, waar een bloedige burgeroorlog woedde en waar pas nog op 25 juli een militaire staatsgreep had plaatsgevonden.
Na 1997 kon Niyongabo slechts zelden zijn vorig niveau bereiken. Hij kreeg af te rekenen met een hardnekkige voetblessure. Op de WK van 1999 in Sevilla op de 1500 m en op de Olympische Spelen van 2000 in Sydney op de 5000 m werd hij telkens uitgeschakeld in de reeksen.

### Actief voor goede doelen
Na zijn loopbaan woonde hij in Italië waar hij werkte voor de marketing van Nike. Hij zet zich ook in voor Peace and Sport, een non-profitorganisatie voor de bevordering van vrede door sport. In 2010 was hij het boegbeeld van de "Jeux de l'Amitié Burundo-Congolaise" in het grensgebied tussen Burundi en de Democratische Republiek Congo.

## Titels
- Olympisch kampioen 5000 m - 1996

## Persoonlijke records
Outdoor
| Onderdeel   | Prestatie     | Datum             | Plaats                          |
| ----------- | ------------- | ----------------- | ------------------------------- |
| 800 m       | 1.47,28       | 18 september 1992 | Seoel                           |
| 1000 m      | 2.15,63       | 18 juli 1995      | Salamanca                       |
| 1500 m      | 3.29,18 (NR)  | 22 augustus 1997  | Brussel                         |
| 1 Eng. mijl | 3.46,70 (NR)  | 26 augustus 1997  | Berlijn                         |
| 2000 m      | 4.48,69 (NR)  | 12 juli 1995      | Nice                            |
| 3000 m      | 7.34,03 (NR)  | 16 augustus 1996  | Keulen                          |
| 5000 m      | 13.03,29 (NR) | 3 juni 1996       | Saint-Denis (Seine-Saint-Denis) |

Indoor
| Onderdeel | Prestatie    | Datum            | Plaats     |
| --------- | ------------ | ---------------- | ---------- |
| 1000 m    | 2.15,62 (NR) | 27 februari 1995 | Stockholm  |
| 1500 m    | 3.33,17 (NR) | 22 februari 1998 | Liévin     |
| 2000 m    | 4.54,76 (NR) | 18 februari 1996 | Liévin     |
| 3000 m    | 7.37,82 (NR) | 25 februari 1992 | Birmingham |

## Palmares

### 800 m
- 1992: 4e WK U20 - 1.47,28

### 1500 m
- 1992:  WK U20 - 3.38,59
- 1994:  Grand Prix Finale - 3.41,72
- 1995:  WK - 3.35,56

### 1 Eng. mijl
- 1997:  Grand Prix Finale - 4.04,95

### 3000 m
- 1995:  Grand Prix Finale - 7.35,91

### 5000 m
- 1996:  OS - 13.07,96
- 2000: 15e in serie OS - 13.49,57

1912: Hannes Kolehmainen ·
1920: Joseph Guillemot ·
1924: Paavo Nurmi ·
1928: Ville Ritola ·
1932: Lauri Lehtinen ·
1936: Gunnar Höckert ·
1948: Gaston Reiff ·
1952: Emil Zátopek ·
1956: Vladimir Koets ·
1960: Murray Halberg ·
1964: Bob Schul ·
1968: Mohammed Gammoudi ·
1972: Lasse Virén ·
1976: Lasse Virén ·
1980: Miruts Yifter ·
1984: Saïd Aouita ·
1988: John Ngugi ·
1992: Dieter Baumann ·
1996: Vénuste Niyongabo ·
2000: Millon Wolde ·
2004: Hicham El Guerrouj ·
2008: Kenenisa Bekele ·
2012: Mo Farah ·
2016: Mo Farah ·
2020: Joshua Cheptegei ·
2024: Jakob Ingebrigtsen